# Karl Bühner (Basketballspieler)
 Karl Bühner (* 23. Mai 2005) ist ein deutscher Basketballspieler.

## Werdegang
Bühner, Bruder von Frieda Bühner, spielte in der Jugend des BBC Osnabrück. 2021 wechselte er in den Nachwuchs des SC Rasta Vechta. 2024 wurde Bühner mit der Spielgemeinschaft aus Vechta und Quakenbrück deutscher U19-Meister. Mit der zweiten Herrenmannschaft des SC Rasta stieg er 2022 in die 2. Bundesliga ProB sowie 2023 in die 2. Bundesliga ProA auf. 2025 musste er mit der Mannschaft den Abstieg aus der 2. Bundesliga ProA hinnehmen.
Zur Saison 2025/26 wechselte er zu den Paderborn Baskets, die als Nachrücker in die 2. Bundesliga ProA zurückkehrten.

### Nationalmannschaft
2024 wurde Bühner ins Aufgebot der deutschen U20-Nationalmannschaft berufen und war im Sommer 2025 Teilnehmer der U20-Europameisterschaft.